# Petru Musca
Petru Musca (n. 1883, Subcetate, Regatul Ungariei, Austro-Ungaria – d. 1969, Târgu Mureș, România) a fost un medic militar participant la Marea Adunare Națională de la Alba Iulia din decembrie 1918 ca membru delegat din partea cercului electoral Giurgeu, membru al Gărzilor Naționale Române, membru al Consiliului Național Român din Ciuc, iar după Unire a fost ales în Marele Sfat Național și a activat în Consiliul Dirigent. 

## Date biografice
Petru Musca s-a născut în comuna Subcetate în anul 1883, într-o familie de țărani cu unsprezece copii .

## Studii
A urmat școala primară cel mai probabil în satul natal. Studiile liceale le-a urmat în orașul Gheorgheni. Ulterior a urmat studiile universitare la Facultatea de Medicină din cadrul Universității „Franz Josef” din Cluj, studii pe care le termină în anul 1910. În perioada de studenție, acesta s-a împrietenit cu Iuliu Hațieganu .

## Viața și activitatea
Ca urmare a pregătirii sale în domeniul medicinei, este ales asistent la Institutul de Fiziologie din Cluj, ce făcea parte din cadrul Facultății de Medicină a Universității Franz Josef din Cluj. În ultimii ani de facultate îi moare tatăl, fapt ce îl va determina să se reîntoarcă în apropierea satului natal, în Tulgheș, alături de soția sa, Aurelia Musca, unde își va continua activitatea profesională, ca medic . În anul 1914, la izbucnirea Primului Război Mondial, este mobilizat în armata austro-ungară, servind ca medic militar până în vara anului 1918. 
La finalul Primului Război Mondial, în toamna și iarna anului 1918, ia parte la evenimentele petrecute în Transilvania, unde activează ca membru al Gărzilor Naționale Române și al Consiliului Național Român din Ciuc. În preajma Marii Adunări Naționale este ales ca delegat, cu credențional, titular din partea cercului electoral Giurgeu. După Unire a fost ales ca membru în Marele Sfat Național, iar mai apoi a activat în Consiliul Dirigent.
În timpul Primului Război Mondial, a fost medic pe frontul din Galiția. După terminarea războiului, s-a implicat în lupta politică pentru unirea Transilvaniei cu România, fiind ales în 1918 în Consiliul Național Român ca reprezentant al Ciucului.

Consiliul Dirigent al Transilvaniei

După consumarea evenimentului Marii Uniri, se stabilește în anul 1919 în orașul Târgu Mureș unde este numit medic primar, iar din 1924 director al spitalul din localitate. A deținut această funcție până în anul 1940, în momentul anexării nordului Transilvaniei, când noile autorități l-au obligat să se pensioneze. Cât timp Târgu Mureș a fost sub ocupație maghiară și-a continuat activitatea profesională în cabinetul său particular. 
În perioada interbelică a îndeplinit mai multe funcții pe lângă cea de medic. Între 1931 – 1932a fost primarul orașului Târgu Mureș, mai apoi profesor de igienă și medic la două licee din oraș, Liceul „Papiu Ilarian” și Liceul de fete „Unirea”. În timpul ocupației maghiare din nordul Transilvaniei din 1940-1944 a întreprins acțiuni de apărare a intereselor românești din Târgu Mureș și din zonă. În anul 1944, după ce autoritățile maghiare părăsesc nordul Transilvaniei, este numit primar interimar al orașului Târgu Mureș  până la reinstalarea administrației românești. 
După aceea și-a continuat activitatea de medic. Petru Musca moare în anul 1969, în Târgu Mureș, fiind înmormântat alături de părinții săi.
Asociația Generală a Românilor Uniți – Filiala Mureș a ales să amplaseze o placă memorială pe clădirea Spitalului Clinic Județean de Urgență Tg. Mureș din strada Revoluției nr. 35 pentru că acolo Dr. Petre Musca și-a desfășurat activitatea ca medic primar internist și în calitate de director al vechiului spital orășenesc de stat în anul 1924, dorind astfel să-i cinstească memoria.